# Epsach
Epsach är en ort och kommun i distriktet Seeland i kantonen Bern, Schweiz. Kommunen har 337 invånare (2023).